# Benoît Drèze
Benoît Drèze (Pittsburgh (USA), 5 oktober 1957) is een Belgisch politicus voor het cdH, sinds maart 2022 Les Engagés genaamd.

## Levensloop
Drèze werd beroepshalve industrieel ingenieur en sociaal ondernemer. Ook werkte hij van 1979 tot 1983 als animator in een Luiks opvangtehuis en was hij van 1986 tot 1992 verantwoordelijke bij diverse verenigingen. Van 1993 tot 2004 was hij eveneens medewerker bij de Universiteit Luik, van 2000 tot 2006 administrateur bij Dexia Bank België en in 2011 werd hij leraar aan het Institut Gramme in Luik.
Hij werd lid van de PSC en daarna het cdH en Les Engagés. In 1992 werd hij missieverantwoordelijke op het kabinet van minister in de Franse Gemeenschapsregering Michel Lebrun en van 1994 tot 1995 was hij attaché van de PSC-fractie in de Belgische Senaat. Daarna was hij van 1995 tot 1999 adviseur op het kabinet van CVP-minister Miet Smet. Van 2002 tot 2003 was hij attaché van de cdH-fractie in de Senaat en de Kamer van volksvertegenwoordigers, van 1999 tot 2002 was hij directeur en administrateur bij de nationale PSC-afdeling en van 2002 tot 2004 was hij nationaal secretaris van de partij. Van 2008 tot 2009 werkte hij als expert op de kabinetten van cdH-ministers Josly Piette en Joëlle Milquet.
Van 1994 tot 2000 was hij gemeenteraadslid van Herstal. Hij verhuisde vervolgens naar de stad Luik, waar hij van 2006 tot 2020 gemeenteraadslid en van 2006 tot 2012 schepen was. Tevens was hij van 2000 tot 2004 provincieraadslid van de provincie Luik.
Van 2004 tot 2007 en van 2013 tot 2014 was hij eveneens lid van de Kamer van volksvertegenwoordigers en van 2014 tot 2019 was hij lid van het Waals Parlement en van het Parlement van de Franse Gemeenschap. Bij de verkiezingen van 2019 stond hij als laatste opvolger op de Luikse cdH-lijst voor de Kamer.